# Old Christians Club (rugby)
Gli Old Christians Club sono una franchigia uruguaiana di rugby a 15 fondata a Montevideo. Fanno parte della Polisportiva Old Christians Club

## Storia

### Nascita del club
Il club è stato fondato nel 1965 da ex allievi del Stella Maris College, una delle migliori scuole superiori di Montevideo.

### Disastro del volo 571
Il 13 ottobre 1972 un aereo con a bordo 40 membri e giocatori della squadra di rugby in rotta per il Cile, si è schiantato nelle Ande. Nell'incidente e nelle settimane seguenti persero la vita 29 persone, mentre ne sopravvissero 16.
I sopravvissuti avevano poco cibo e senza fonte di calore nel clima rigido, a oltre 3.600 metri di altitudine. Di fronte alla fame, i sopravvissuti si nutrirono con i passeggeri deceduti conservati nella neve. I soccorritori non hanno trovato i sopravvissuti dopo 72 giorni occorso l'incidente, due dei passeggeri Nando Parrado e Roberto Canessa, partono per una spedizione nelle Ande, e trovano segni di presenza umana. Vengono salvati il 23 dicembre 1972.
La storia del disastro da allora è stato rappresentato in molti film e libri.

### Vittorie del club
Nonostante sia uno dei club più giovani di Montevideo, gli Old Christians hanno ottenuto notevole successo sulla scena nazionale, vincendo il suo primo titolo nazionale solo sei anni dopo la fondazione del club.
Da allora il club è diventato una potenza del rugby uruguaiano, vincendo la Primera División 18 volte, la più recente nel 2016.
Molti rugbisti della squadra hanno anche continuato a rappresentare l'Uruguay a livello internazionale.

## Rivali
Il club ha principalmente 2 rivali e sono il Carrasco Polo Club e gli Old Boys Club.

## Palmarès
- Campionato uruguaiano di rugby a 15: 18
1968, 1970, 1973, 1976, 1977, 1978, 1979, 1980, 1982, 1984, 1985, 1986, 1987, 1988, 1989, 2007, 2015, 2016